# Джейн Фонда
Джейн Сеймур Фонда (англ. Jane Seymour Fonda; нар. 21 грудня 1937, Нью-Йорк) — американська акторка, модель, письменниця, кінопродюсерка, громадська активістка (зокрема, енвайронменталістка і феміністка) і філантропка.

## Біографія

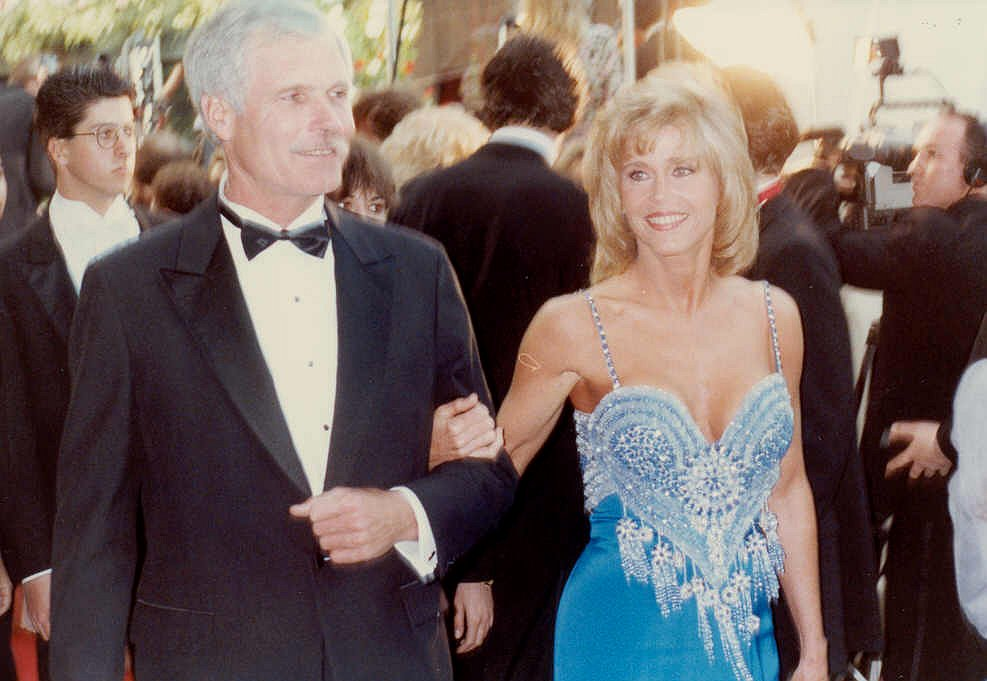
Джейн Фонда з Тедом Тернером, 1990 рік

Народилася в родині актора Генрі Фонди. Названа на честь леді Джейн Сеймур, третьої дружини короля Генріха VIII. Навчалася в нью-йоркській Акторській студії, після чого стала моделлю і одночасно працювала в театрі.
У пошуках самостійності в середині шістдесятих переїжджає до Франції, де зустрічає французького режисера Роже Вадима, який незабаром стає її першим чоловіком. Шлюб тривав з 1965 по 1973 рік.
Другий шлюб Фонда уклала з Томом Хайденом, політиком і ліберальним діячем. Він залучив її до політичної діяльності, і завдяки йому Джейн стала брати участь в антивоєнних демонстраціях. Шлюб тривав з 1973 по 1990 рік.
Третім чоловіком в 1991 році став Тед Тернер, кіномагнат, власник мережі кабельного телебачення. У 2001 році цей шлюб завершився розлученням через зраду Тернера.

## Кінокар'єра
Всі ролі, які Фонда зіграла в кіно, можна розділити на дві групи. У одних вона поставала в образі «сексуальної кішечки», в інших, навпаки, намагалася вирватися з нав'язаного їй режисерами амплуа і проявити себе насамперед як драматична акторка.
Після модельної та театральної роботи стала зніматися в кіно, хоча режисери спочатку не розпізнали її акторського дару і більше експлуатували її привабливу зовнішність. Пізніше зіграла у вестерні «Кет Балу» (1965) режисера Еліота Сільверстайн і «Барбареллі» (1968) Роже Вадима, спародіювавши свої ролі тих років.
Справжня кар'єра Джейн Фонди в кіно почалася з чарівної «Неймовірної історії» (1960) режисера І. Логана, за якою рушили «Прогулянка по дикому шляху» (1962), в тому ж році Фонда знялася у фільмі Д. К'юкора «Доповідь Чепмена», потім у картині «Неділя в Нью-Йорку». Тільки тоді Фонда змусила заговорити про себе по-справжньому, хоча критика оцінила всі ці її роботи неоднозначно. Одні, не заперечуючи здібностей молодої акторки, говорили про те, що самі фільми не заслуговують на увагу, інші, навпаки, вважали їх цікавими й відзначали успіх Джейн Фонди, якого вона досягла в цих фільмах.
Роже Вадим знімає Фонда в гучній еротичній картині «Барбарелла».
Фонда нарешті проявила себе як блискуча драматична акторка, знявшись у фільмі Сідні Поллака «Загнаних коней пристрілюють, чи не так?» (1969). Цей фільм відразу після виходу на екрани США з'явився і Радянському Союзі, що стало рідкісним винятком, причому його навіть показали на телебаченні. Зазвичай радянська аудиторія бачила тільки старі, зняті кілька десятиліть тому, американські фільми, і то не всі. Картина відомого американського режисера, в якому зображена драматична історія часів економічної кризи 30-х років, повинна була продемонструвати радянським людям безрадісну і повну поневірянь життя сучасного капіталістичного суспільства. Попри те, що в цьому фільмі повною мірою розкрився драматичний талант Джейн Фонди, Американська академія кіномистецтва не удостоїла її «Оскара».
У 1978 рік у за роль американської драматургині Ліліан Хеллман у фільмі «Джулія» (1977) вона отримує «Золотий глобус» як найкраща акторка.
Свій перший «Оскар» Джейн Фонда отримала за роль повії у фільмі «Клют» (1971). Другу премію отримала за роль у «Поверненні додому» (1978), де відбилися її враження від пережитого під час війни у В'єтнамі.
В кінці сімдесятих років заснувала власну компанію «ІПС філмз». Її картини відразу ж привернули увагу критики. Це перш за все трилер з елементами детективу «Китайський синдром» (1979), де розповідається про замовчування аварії на атомній станції, і «На золотому озері» (1981), де Фонда зіграла в дуеті зі своїм батьком. Останніми ж її роботами стали ролі у фільмах «Старий грінго» (1989) і «Стенлі і Айріс» (1990).
У 1990 році після провалу в прокаті фільму «Стенлі і Айріс» Фонда кілька років не знімалася, оголосила, що вирішила остаточно піти з кіно, і зосередилась на громадській діяльності. У 2005 вона повернулася в кінематограф, зігравши у фільмі «Якщо свекруха — монстр» в дуеті з Дженніфер Лопес.

## Громадська діяльність

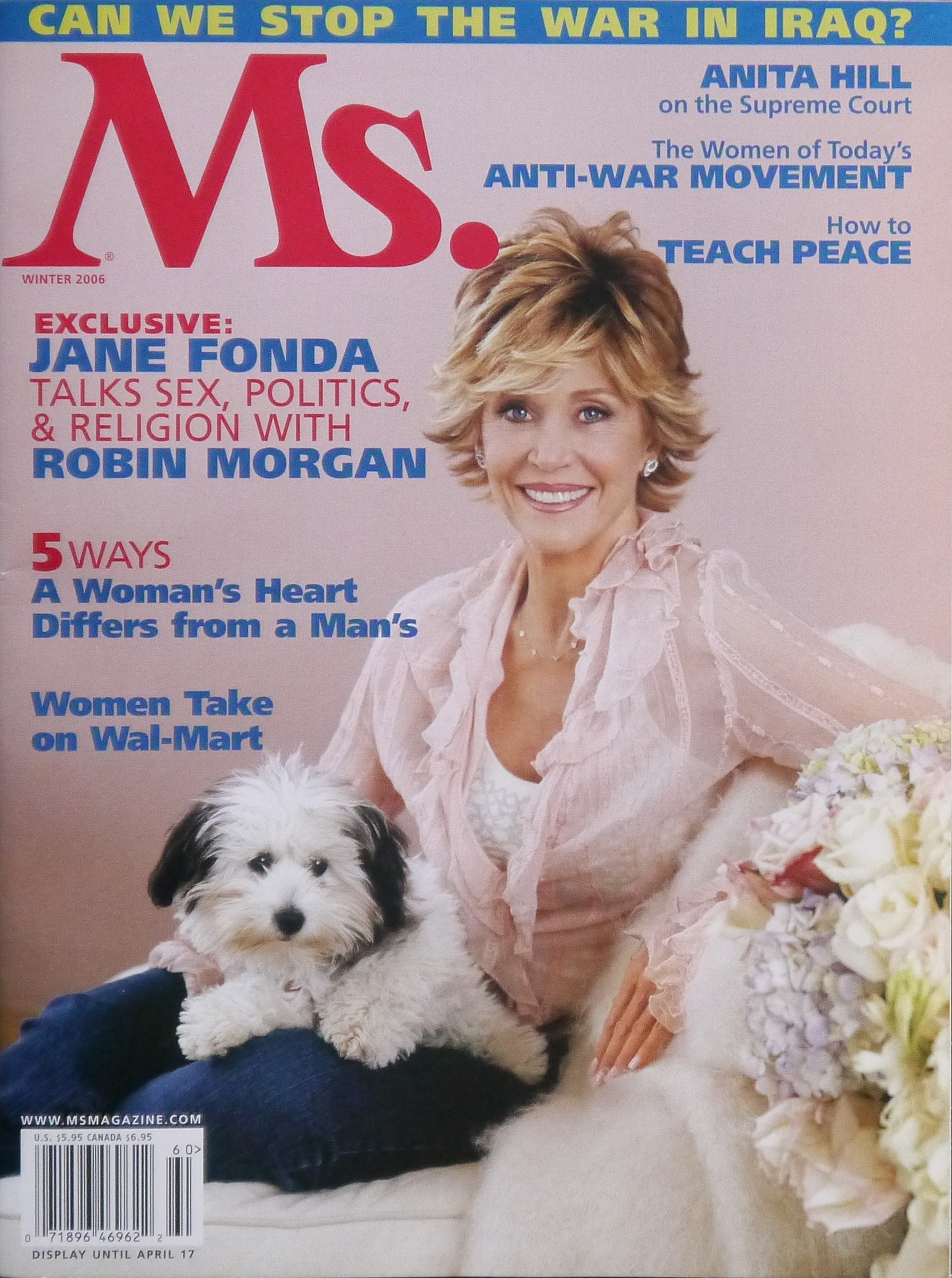
Джейн Фонда на обкладинці феміністського журналу Ms., 2006

Можливо, саме завдяки Джейн Фонді фільм Поллака «Загнаних коней пристрілюють, чи не так?» (1969) потрапив в СРСР, оскільки на той час під впливом Тома Хайдена вона почала займатися політикою. Її поїздка до Північного В'єтнаму у розпал війни викликала справжню бурю в американській пресі. Акторка отримала прізвисько «ханойська Джейн». Тоді ж вона вперше на кілька років перестала зніматися. У кінці сімдесятих Фонда знову повернулася в кіно і досягла успіху.
Після 1990 року Джейн Фонда продовжує громадську діяльність і постійно з'являється на сторінках світської хроніки. Вона демонструє активний спосіб життя, дає різні поради щодо здоров'я і зовнішнього вигляду.
У листопаді 1993 Фонда побувала в Москві з Тедом Тернером, якому була вручена Міжнародна Леонардо-премія.
Під час одного з приїздів до Росії Джейн Фонда взяла участь у знаменитому пробігу навколо Кремля. Фонда розробила відомий комплекс вправ з аеробіки. Для цього вона випустила спеціальну книгу «Джейн Фонда. Вправи» і прості інструкції до неї, записані на відеокасетах, а потім організувала мережу спортивних залів по всій Америці.

## Фільмографія
| Рік  | Фільм                                          | Оригінальна назва               | Роль                   |
| ---- | ---------------------------------------------- | ------------------------------- | ---------------------- |
| 1960 | Велика історія                                 | Tall Story                      | Джун Райдер            |
| 1962 | Період регулювання                             | Period of Adjustment            | Ізабель Хаверстік      |
| 1962 | Рапорт Чепман                                  | The Chapman Report              | Кетлін Барклай         |
| 1962 | Прогулянка по дикому шляху                     | Walk on the Wild Side           | Кітті Твіст            |
| 1963 | Неділя в Нью-Йорку                             | Sunday in New York              | Ейлін Тайлер           |
| 1963 | Холодним вдень                                 | In the Cool of the Day          | Крістін Боннер         |
| 1964 | Карусель                                       | La Ronde                        | Софі                   |
| 1964 | Хижаки                                         | Les Félins                      | Мелінда                |
| 1965 | Кет Балу                                       | Cat Ballou                      | Кетрін Балу            |
| 1966 | Погоня                                         | The Chase                       | Ганна Рівз             |
| 1966 | Кожну середу                                   | Any Wednesday                   | Еллен Гордон           |
| 1966 | Гра закінчена                                  | La Curée                        | Рене Саккард           |
| 1967 | Босоніж по парку                               | Barefoot in the Park            | Корі Браттер           |
| 1967 | Квапливий захід                                | Hurry Sundown                   | Джулі Енн Уорен        |
| 1968 | Три кроки в маренні (сегмент «Метценгерштейн») | Tre Passi Nel Delirio           | Федеріка               |
| 1968 | Барбарелла                                     | Barbarella                      | Барбарелла             |
| 1969 | Загнаних коней пристрілюють, чи не так?        | They Shoot Horses, Don `t They? | Глорія                 |
| 1971 | Клют                                           | Klute                           |                        |
| 1972 | Усе відмінно                                   | Tout va bien                    |                        |
| 1973 | Стельярд Блюз                                  | Steelyard Blues                 | Алан Майерсон          |
| 1973 | Ляльковий будиночок                            | A Doll's House                  | Нора Хелмер            |
| 1976 | Синій птах                                     | The Blue Bird                   |                        |
| 1977 | Джулія                                         | Julia                           |                        |
| 1977 | Аферисти Дік та Джейн розважаються             | Fun With Dick And Jane          | Джейн                  |
| 1978 | Повернення додому                              | Coming Home                     |                        |
| 1978 | Наближається вершник                           | Comes a Horseman                |                        |
| 1979 | Китайський синдром                             | The China Syndrome              | Кімберлі Уеллс         |
| 1979 | Електричний вершник                            | The Electric Horseman           |                        |
| 1980 | З дев'яти до п'яти                             | Nine to Five                    | Джуді Бернлі           |
| 1980 | Вся ця дурниця                                 | Rollover                        | Лі Вінтерс             |
| 1981 | На золотому озері                              | On Golden Pond                  | Челсі Тейер Вейн       |
| 1984 | Ляльковий майстер                              | The Dollmaker                   | Герті Невелс           |
| 1985 | Агнець божий                                   | Agnes of God                    |                        |
| 1986 | На наступний ранок                             | The Morning After               | Алекс-«Вівіка»         |
| 1989 | Старий грінго                                  | Old Gringo                      | Херрієт Уінслоу        |
| 1990 | Стенлі і Айріс                                 | Stanley & Iris                  | Айріс Кінг             |
| 2002 | У пошуках Дебри Вінгер                         | Searching for Debra Winger      | в ролі самої себе      |
| 2005 | Якщо свекруха — монстр                         | Monster-in-Law                  | Віола Філдс            |
| 2007 | Крута Джорджія                                 | Georgia Rule                    | Джорджія Рендалл       |
| 2015 | Юність                                         | Youth                           | Бренда Морель          |
| 2015 | Батьки та дочки                                | Fathers and Daughters           | Тедді Стентон          |
| 2018 | Книжковий клуб                                 | Book Club                       | Вівіан                 |
| 2022 | Удача                                          | Luck                            | Дракониха Бейб (голос) |
| 2023 | Книжковий клуб: Новий розділ                   | Book Club: The Next Chapter     | Вівіан                 |

## Нагороди та номінації
| Нагорода                          | Рік  | Категорія                                             | Робота                                  | Результат |
| --------------------------------- | ---- | ----------------------------------------------------- | --------------------------------------- | --------- |
| Оскар                             | 1970 | Найкраща жіноча роль                                  | Загнаних коней пристрілюють, чи не так? | Номінація |
| Оскар                             | 1972 | Найкраща жіноча роль                                  | Клют                                    | Перемога  |
| Оскар                             | 1978 | Найкраща жіноча роль                                  | Джулія                                  | Номінація |
| Оскар                             | 1979 | Найкраща жіноча роль                                  | Повернення додому                       | Перемога  |
| Оскар                             | 1980 | Найкраща жіноча роль                                  | Китайський синдром                      | Номінація |
| Оскар                             | 1982 | Найкраща жіноча роль другого плану                    | На золотому озері                       | Номінація |
| Оскар                             | 1987 | Найкраща жіноча роль                                  | На наступний ранок                      | Номінація |
| BAFTA Film Awards                 | 1968 | Найкраща іноземна акторка                             | Босоніж в парку                         | Номінація |
| BAFTA Film Awards                 | 1971 | Найкраща жіноча роль                                  | Загнаних коней пристрілюють, чи не так? | Номінація |
| BAFTA Film Awards                 | 1972 | Найкраща жіноча роль                                  | Клют                                    | Номінація |
| BAFTA Film Awards                 | 1979 | Найкраща жіноча роль                                  | Джулія                                  | Перемога  |
| BAFTA Film Awards                 | 1980 | Найкраща жіноча роль                                  | Китайський синдром                      | Перемога  |
| BAFTA Film Awards                 | 1983 | Найкраща жіноча роль другого плану                    | На золотому озері                       | Номінація |
| Золотий глобус                    | 1962 | Найбільш перспективний новачок                        | Велика історія                          | Перемога  |
| Золотий глобус                    | 1963 | Найкраща жіноча роль — комедія або мюзикл             | Період регулювання                      | Номінація |
| Золотий глобус                    | 1966 | Найкраща жіноча роль — комедія або мюзикл             | Кет Балу                                | Номінація |
| Золотий глобус                    | 1967 | Найкраща жіноча роль — комедія або мюзикл             | Кожну середу                            | Номінація |
| Золотий глобус                    | 1970 | Найкраща жіноча роль — драма                          | Загнаних коней пристрілюють, чи не так? | Номінація |
| Золотий глобус                    | 1972 | Найкраща жіноча роль — драма                          | Клют                                    | Перемога  |
| Золотий глобус                    | 1973 | Світова улюблениця в кіно                             | Н/Д                                     | Перемога  |
| Золотий глобус                    | 1977 | Найкраща жіноча роль — драма                          | Джулія                                  | Перемога  |
| Золотий глобус                    | 1978 | Світова улюблениця в кіно                             | Н/Д                                     | Перемога  |
| Золотий глобус                    | 1979 | Найкраща жіноча роль — драма                          | Повернення додому                       | Перемога  |
| Золотий глобус                    | 1979 | Світова улюблениця в кіно                             | Н/Д                                     | Перемога  |
| Золотий глобус                    | 1980 | Світова улюблениця в кіно                             | Н/Д                                     | Перемога  |
| Золотий глобус                    | 1980 | Найкраща жіноча роль — драма                          | Китайський синдром                      | Номінація |
| Золотий глобус                    | 1982 | Найкраща жіноча роль другого плану                    | На золотому озері                       | Номінація |
| Золотий глобус                    | 1985 | Найкраща жіноча роль у мінісеріалі або телефільмі     | Ляльковий майстер                       | Номінація |
| Золотий глобус                    | 2016 | Найкраща жіноча роль другого плану                    | Юність                                  | Номінація |
| Золотий глобус                    | 2021 | Премія імені Сесіля Б. Де Мілля                       | Н/Д                                     | Перемога  |
| Еммі                              | 1984 | Найкраща жіноча роль у мінісеріалі або телефільмі     | Ляльковий майстер                       | Перемога  |
| Еммі                              | 1995 | Найкраща інформаційна програма                        | Жіноче століття                         | Номінація |
| Еммі                              | 2013 | Найкраща запрошена акторка в драматичному телесеріалі | Новини                                  | Номінація |
| Еммі                              | 2014 | Найкраща запрошена акторка в драматичному телесеріалі | Новини                                  | Номінація |
| Еммі                              | 2017 | Найкраща жіноча роль у комедійному телесеріалі        | Ґрейс і Френкі                          | Номінація |
| Премія Гільдії кіноакторів США    | 2014 | Найкращий акторський склад у фільмі                   | Дворецький                              | Номінація |
| Премія Гільдії кіноакторів США    | 2017 | Найкраща жіноча роль у комедійному серіалі            | Ґрейс і Френкі                          | Номінація |
| Премія Гільдії кіноакторів США    | 2018 | Найкраща жіноча роль у комедійному серіалі            | Ґрейс і Френкі                          | Номінація |
| Премія Гільдії кіноакторів США    | 2019 | Найкраща жіноча роль у комедійному серіалі            | Ґрейс і Френкі                          | Номінація |
| Супутник                          | 2016 | Найкраща акторка другого плану                        | Юність                                  | Номінація |
| Кінопремія «Вибір критиків»       | 2014 | Найкращий акторський склад                            | Дворецький                              | Номінація |
| Вибір телевізійних критиків       | 2013 | Найкраща запрошена акторка в драматичному телесеріалі | Новини                                  | Перемога  |
| Венеційський кінофестиваль        | 2017 | Почесна нагорода «Золотий лев»                        | Н/Д                                     | Перемога  |
| Національна рада кінокритиків США | 2005 | Премія за життєві досягнення в галузі кіно            | Н/Д                                     | Перемога  |